# Parapamea buffaloensis
Parapamea buffaloensis är en fjärilsart som beskrevs av Augustus Radcliffe Grote 1877. Parapamea buffaloensis ingår i släktet Parapamea och familjen nattflyn. Inga underarter finns listade i Catalogue of Life.